# Gavira (ganadería)
Gavira (oficialmente denominada Ganadería Gavira) es una ganadería española de reses bravas, procedente de la vieja ganadería del Raso del Portillo. Previamente estuvo formada con reses de la extinta casta Morucha Castellana, hasta que fue refrescada a mediados del siglo XX con reses de los encastes Pablo Romero y Conde de la Corte, que se ha hecho mayoritario desde entonces. Las reses pastan actualmente en la finca “Soto de Roma”, situada en el término municial de Los Barrios, en la provincia de Cádiz; está inscrita en la Unión de Criadores de Toros de Lidia.

## Historia de la ganadería
Toribio Valdés, esposo de Gregoria Sanz, propietaria de la ganadería del Raso de Portillo, realiza una venta de ganado en 1840 a Joaquín Mazpule y a Julián Presencio, que adquirirá también el hierro original de la ganadería. Las reses y el hierro pasaron en 1888 al hijo de este último, Mariano Presencio, que la vendió a su vez en 1910 a Matías Sánchez Cobaleda.
Matías vende en 1921 al ganadero oliventino José Antonio Marzal un total de 45 vacas cruzadas y el hierro de Raso de Portillo. Seis años más tarde elimina el ganado morucho castellano con el que estaba formada la ganadería y le añade reses de encaste Pablo Romero (Casta Gallardo), y en 1931 hace lo mismo pero con reses procedentes del Conde de la Corte (Casta Vistahermosa), Ibarra y Parladé, haciéndose mayoritario desde entonces. La ganadería es adquirida en 1943 por Marceliano Rodríguez, y en 1956 por Salvador Gavira Sánchez. A mediados de los 80 (en 1985) se añadieron 50 vacas y un semental de Toros de El Torero (Salvador Domecq); este cruce le otorgó una personalidad propia a la ganadería, y es considerado un cruce efectivo de los encastes Conde de la Corte y Juan Pedro Domecq, con rasgos de un encaste propio. La propiedad de la ganadería es ostentada en la actualidad por Juan Antonio y Almoraima Gavira García, hijos de Antonio Gavira Martín y nietos del fundador Salvador Gavira Sánchez; hasta 2015 ostentó también la propiedad Salvador Gavira García, que ese mismo año formó en solitario su ganadería homónima. Las reses de este último pastan en Isla de Vega Blanquilla, en el término municipal de Alcalá de los Gazules.

### Toros célebres
- Predilecto: indultado el 14 de julio de 1968 en la Plaza de toros de la Línea de la Concepción.[9]
- Furtivo: toro negro de capa, indultado por Finito de Córdoba en San Roque el 14 de agosto de 2010.[10][11]
- Pajarero: indultado por Juan José Padilla en Osuna el 18 de mayo de 2013. El toro demostró una gran bravura y nobleza durante la lidia, haciendo que se le pidiese con fuerza el indulto.[12][13][14][15]

## Características
El encaste predominante de la ganadería en la actualidad es del Conde de la Corte, formada también con reses procedentes de El Torero en la línea de Salvador Domecq. Atienden en sus características zootécnicas las que recoge como propias el Ministerio del Interior:
- Son toros finos de cabos, de altura media, buen morrillo, abundante papada y badana, aleonados, con tercio posterior poco desarrollado, gran desarrollo de defensas, muy astifinos, de dirección muy variable, desde cornidelanteros y veletos a playeros y cornivueltos.
- Pintas negras castañas y, menos frecuentes, coloradas. Como accidentales más frecuentes presentan listón, bragado, meano, gargantillo, salpicado, jirón, burraco, chorreado y ojo de perdiz.

Los toros que siguen la línea morfológica de Salvador Domecq son bastos de tipo y presentan un mayor desarrollo óseo, a diferencia de los que siguen la línea de Juan Pedro Domecq, que presentan un tipo de toro mucho más fino.

## Premios y reconocimientos
- 2008: Premio al Mejor Toro de la Real de Algeciras, otorgado por el Colegio Oficial de Veterinarios de la provincia de Cádiz. Fue lidiado por Sebastián Castella el 28 de junio.[19][20]
- 2009: Premio al toro más bravo de la Feria de Ntra. Sra. de la Salud de Córdoba por el toro Notario, otorgado por el blog taurino Torocórdoba.[21]
- 2010: Premio al Mejor Toro de la feria del Corpus de Granada por el toro Vicioso, otorgado por el Colegio Oficial de Veterinarios de la capital granadina. El toro fue lidiado por el Fandi el 5 de junio de ese año.[22]